# Réservoir Cabonga
Pour les articles homonymes, voir Cabonga.
Le réservoir Cabonga est un lac de barrage situé au nord-ouest du Québec (Canada) dans la réserve faunique La Vérendrye. Il a une superficie de 677 km2, dont 484 km2 en excluant ses îles. Il est situé dans les territoires non organisés de Lac-Pythonga et de Réservoir-Dozois. La communauté algonquine de Lac-Rapide est le seul lieu habité sur ses rives.
Le réservoir a pour particularité d'avoir deux émissaires, soit la rivière Gens de Terre, qui alimente le réservoir Baskatong et la rivière Gatineau, et la rivière des Outaouais.

## Toponymie
Le nom du réservoir provient de l'algonquin kakibonga qui signifie « entièrement bloqué par le sable ». Elle note la présence d'une batture ou d'un banc de sable à l'une des extrémités du lac Cabonga, avant sa mise en réservoir. Le toponyme apparait sur la carte de l'arpenteur H. C. Symmes en 1864 sous le nom de « Kakibonga ». En 1911 une carte utilise « lac Kakabonga ». Le toponyme actuel est adopté par la Commission de géographie en 1924.